# 弗尔维奥·梅利亚
弗尔维奥·梅利亚 (英語：Fulvio Melia；1956年8月2日—）是一位意大利裔美国天体物理学家、宇宙学家和科普作家，科普作品有《无限远的边缘——宇宙中的特大质量黑洞》（The Edge of Infinity: Supermassive Black Holes in the Universe）等。